# Внутрішні війська МВС Білорусі
Внутрішні війська МВС Білорусі (біл. Унутраныя войскі МУС Беларусі) — військове формування покликане забезпечувати внутрішню безпеку у Республіці Білорусь. Підпорядковується Міністерству внутрішніх справ. Виконує роль резерву Збройних сил Білорусі і відповідає за внутрішню охорону разом із Прикордонними військами Білорусі.

## Структура
- Головне управління командувача внутрішніх військ (Мінськ – штаб, управління, відділи й служби)

оперативного призначення
- 3-тя окрема Червонопрапорна бригада оперативного призначення[en] (в/ч 3214, Мінськ)[1].
  - 3 батальйони спеціального призначення;
  - рота развідки спеціального призначення;
  - рота забезпечення спеціальних операцій (контрактна служба);
  - рота почесної варти;
  - батальйон забезпечення;
- спеціальний загін швидкого реагування[be-x-old] (в/ч 3032, Мінськ);

спеціальні міліцейські бригади
- 1-ша окрема спеціальна міліцейська бригада (в/ч 5448) — Мінськ;
  - окремий стрілецький батальйон (в/ч 5529) — Мінськ;
- 2-га окрема спеціальна міліцейська бригада (в/ч 3310) — с. Околиця[be] (Мінський район);
  - окремий стрілецький батальйон (с. Новосади[уточнити]);
  - окрема патрульна рота (Солігорськ)
- 4-та окрема спеціальна міліцейська бригада внутрішніх військ МВС РБ (в/ч 7404, Барановичі)[2]
  - 1 стрілецький батальйон (Барановичі);
  - 2 окремий стрілецький батальйон (Івацевичі);
  - 3 окремий стрілецький батальйон (Волковиськ);
  - 4 окремий спеціальний міліцейський батальйон (в/ч 5522, Гродно);
  - 5 окремий спеціальний міліцейський батальйон (в/ч 5526, Берестя).
- 5-та окрема спеціальна міліцейська бригада (в/ч 6713, Могильов);
  - окремий патрульний батальйон (в/ч 6713, Бобруйськ);
  - окремий стрілецький батальйон (агроміст. Вейна[be])
- 6-та спеціальна міліцейська бригада[be] (в/ч 5525, Гомель);
  - окремий стрілецький батальйон (с. Мицькі[be]);
  - окремі патрульні роти (Світлогорськ, Мозир і Речиця)
- 7-ма окрема спеціальна міліцейська бригада (в/ч 5530, Вітебськ);
  - окремий патрульний батальйон (в/ч 5524);
  - окремі стралецькі підрозділи;

охорони важливих об'єктів
- батальйон охорони БілАЕС (в/ч 7434, Островець) командир: Віктор Жадобін[3]
  - 1 рота охорони
  - 2 рота охорони (командир Євген Пирцак)
  - рота спеціального призначення

## Міжнародні санкції
21 червня 2021 року Внутрішні війська МВС Білорусі потрапили у список спеціально позначених громадян і заблокованих осіб США.
У 2022 році на тлі вторгнення Росії в Україну внутрішні війська Білорусі потрапили під санкції Євросоюзу, Швейцарії, Японії. У серпні 2023 року до санкцій приєдналася Канада.

## Зовнішні посилання
- Унутраныя войскі МУС Беларусі [Архівовано 18 серпня 2007 у Wayback Machine.]